# Cerynea fissilinea
Cerynea fissilinea là một loài bướm đêm trong họ Erebidae.